# Jaap van Lagen
Jaap van Lagen (1976. december 22. –) holland autóversenyző, jelenleg a Porsche Szuperkupa mezőnyének tagja.

## Pályafutása

### A kezdetek

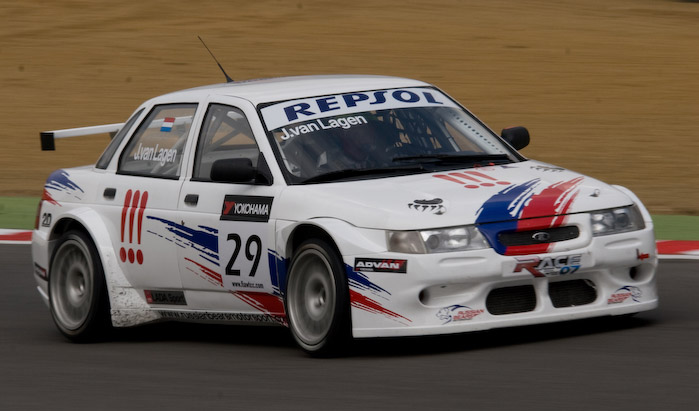
2008-ban a túraautó-világbajnokság brit futamán

2006-ban a Eurocup Mégane Trophy bajnoka volt. 2006-ban és 2007-ben részt vett a Formula Renault 3.5 Series futamain is.

### Túraautó-világbajnokság
2008-ban debütált a Túraautó-világbajnokságon. Első szezonjában privátként, a Russian Bears Motorsport Lada 110-esével versenyzett. A független versenyzők bajnokságát a 8. helyen zárta.
A 2009-es szezonban a Lada gyári csapatával vett részt és az évet végül pont nélkül fejezte be.
2015-ben 6 évnyi kihagyást követően visszatért a sorozatba a szezon közepére néhány verseny erejéig, ismét egy Ladával. A 10 verseny során összesen 5 alkalommal is pontszerző helyen ért célba. A szlovák hétvége második futamára az első-rajtkockát is megszerezte. A összetett végelszámolásban 15. lett 16 ponttal.

### TCR-sorozatok
2017-ben az utolsó idényét teljesítő TCR nemzetközi sorozatban indult két versenyhétvége négy futamán egy Volkswagen Golf GTI-vel.
2018-ban az új TCR Európa-kupában is lehetőséget kapott egy Audi-val versenyezve, a hazai futamán, Zandvoortban. Mindkétszer dobogós lett, sőt az első versenyen az élről rajtolhatott.

### Porsche-szuperkupa
2007-ben mutatkozott be a Porsche-szuperkupa sorozatban, ahol mindenki egységes Porsche GT3-asokkal versenyez, 2008-ban pedig már teljes szezont futott.
2012 és 2013 között pedig szabadkártyásként indult 1-1 futamon.
2014-ben a MOMO-Megatron istállótól kétversenyes szerződést kapott. Belgiumban a 9. pozícióban futott be, azonban Monzában kiesett.
Egy év múlva a Fach Auto Tech csapatával megnyerte a legendás monacói versenyt a pole-ból.
2018-tól ismét teljes idényben résztvevő pilóta.

## Eredményei

### Teljes WTCC-s eredménysorozata
| Év   | Csapat                   | Autó            | 1   | 1   | 2   | 2   | 3   | 3   | 4   | 4   | 5   | 5   | 6   | 6   | 7   | 7   | 8   | 8   | 9   | 9   | 10  | 10  | 11  | 11  | 12  | 12  | Helyezés | Pont |
| 2008 | Russian Bears Motorsport | Lada 110 2.0    | CUR | CUR | PUE | PUE | VAL | VAL | PAU | PAU | BRN | BRN | EST | EST | BRA | BRA | OSC | OSC | IMO | IMO | MON | MON | OKA | OKA | MAC | MAC | —        | 0    |
| ---- | ------------------------ | --------------- | --- | --- | --- | --- | --- | --- | --- | --- | --- | --- | --- | --- | --- | --- | --- | --- | --- | --- | --- | --- | --- | --- | --- | --- | -------- | ---- |
| 2008 | Russian Bears Motorsport | Lada 110 2.0    |     |     |     |     | Ki  | Ki  | 21  | 18  | 21  | Ki  | 15  | 21  | Ni  | 18  | 14  | 22  | 19  | 18  | Ki  | 19  | 18  | 17  | 21  | Ki  | —        | 0    |
| 2009 | LADA Sport               | LADA 110 2.0    | CUR | CUR | PUE | PUE | MAR | MAR | PAU | PAU | VAL | VAL | BRN | BRN | POR | POR | BRA | BRA | OSC | OSC | IMO | IMO | OKA | OKA | MAC | MAC | 24.      | 0    |
| 2009 | LADA Sport               | LADA 110 2.0    | 17  | 17  | 17  | 17  | 20  | 14  | Ki  | 13  | 21  | Ki  | 14  | 18  | Ki  | Ni  | Ki  | 21  |     |     |     |     |     |     |     |     | 24.      | 0    |
| 2009 | LADA Sport               | LADA Priora     |     |     |     |     |     |     |     |     |     |     |     |     |     |     |     |     | 10  | 20  | Ki  | Ni  | 13  | Ki  | 23  | Ni  | 24.      | 0    |
| 2015 | Lada Sport Rosneft       | Lada Vesta WTCC | ARG | ARG | MAR | MAR | HUN | HUN | GER | GER | RUS | RUS | SVK | SVK | FRA | FRA | POR | POR | JPN | JPN | CHN | CHN | THA | THA | QAT | QAT | 15.      | 16   |
| 2015 | Lada Sport Rosneft       | Lada Vesta WTCC |     |     |     |     |     |     | 11  | 9   | 10  | Ki  | HN  | 6   | 10  | 11  | 8   | Ki  |     |     |     |     |     |     |     |     | 15.      | 16   |

### Teljes Porsche-szuperkupa eredménylistája
| Év   | Csapat                           | 1      | 2      | 3      | 4      | 5      | 6      | 7       | 8      | 9      | 10     | 11     | 12     | Helyezés | Pont |
| ---- | -------------------------------- | ------ | ------ | ------ | ------ | ------ | ------ | ------- | ------ | ------ | ------ | ------ | ------ | -------- | ---- |
| 2007 | Bleekemolen Race Planet          | BHR    | BHR    | CAT    | MON    | MAG 16 | SIL 11 | NÜR 6   | HUN 4  | IST Ki | SPA 11 | MNZ Ki |        | 14.      | 40   |
| 2008 | DAMAC Kadach Racing              | BHR 10 | BHR Ki | CAT 11 | IST 1  | MON 12 | MAG 2  | SIL Ki  | HOC 2  | HUN Ki | VAL Ki | SPA 2  | MNZ 19 | 7.       | 94   |
| 2010 | Bleekemolen Harders Plaza Racing | BHR    | BHR    | CAT 4  | MON 3  | VAL 4  | SIL 6  | HOC 5   | HUN 5  | SPA 2  | MNZ Ki |        |        | 4.       | 98   |
| 2012 | FE Racing by Land Motorsport     | BHR    | BHR    | MON    | VAL    | SIL    | HOC    | HUN     | HUN    | SPA 3  | MNZ    |        |        | HN‡      | 0‡   |
| 2013 | Lechner Racing                   | CAT    | MON    | SIL    | NÜR 12 | HUN    | SPA    | MNZ     | YMC    | YMC    |        |        |        | HN‡      | 0‡   |
| 2014 | MOMO-Megatron                    | CAT    | MON    | RBR    | SIL    | HOC    | HUN    | SPA 9   | MNZ Ki | COA    | COA    |        |        | 20.      | 7    |
| 2015 | Fach Auto Tech                   | CAT    | MON 1  | RBR    | SIL    | HUN    |        |         |        |        |        |        |        | 15.      | 29   |
| 2015 | Land Motorsport                  |        |        |        |        |        | SPA 12 | SPA 27† |        |        |        |        |        | 15.      | 29   |
| 2015 | MOMO Megatron Team PARTRAX       |        |        |        |        |        |        |         | MNZ 15 | MNZ 13 | COA    | COA    |        | 15.      | 29   |
| 2016 | MOMO Megatron Team PARTRAX       | CAT    | MON    | RBR    | SIL    | HUN    | HOC 11 | SPA     | MNZ    | COA    | COA    |        |        | 21.      | 6    |
| 2017 | MOMO Megatron Team PARTRAX       | CAT    | CAT    | MON    | RBR    | SIL    | HUN    | SPA     | SPA    | MNZ 4  | MEX    | MEX    |        | 20.      | 14   |
| 2018 | Fach Auto Tech                   | CAT 2  | MON 4  | RBR 16 | SIL Ki | HOC 13 | HUN 3  | SPA 7   | MNZ 6  | MEX 5  | MEX 12 |        |        | 8.       | 89   |
| 2019 | martinet by Alméras              | CAT 5  | MON 6  | RBR 4  | SIL 10 | HOC^ 6 | HUN Ki | SPA 7   | MNZ 10 | MEX 6  | MEX 13 |        |        | 10.      | 71   |
| 2020 | Fach Auto Tech                   | RBR Ki | RBR 11 | HUN Ki | SIL 5  | SIL 13 | CAT 7  | SPA 6   | MNZ 19 |        |        |        |        | 11.      | 43   |

* A szezon jelenleg is zajlik.
‡ Mivel vendégpilóta volt, ezért nem részesült pontokban.
^ A fordulóban nem adtak pontokat, mivel a tervezett versenytávolság kevesebb mint 50%-át teljesítették.

### Le Mans-i 24 órás autóverseny
| Év   | Csapat               | Csapattárs                 | Autó                | Kategória | Kör | Összetett Helyezés | Kategória Helyezés |
| ---- | -------------------- | -------------------------- | ------------------- | --------- | --- | ------------------ | ------------------ |
| 2011 | Prospeed Competition | Marc Goossens Marco Holzer | Porsche 997 GT3-RSR | GTE Pro   | 293 | 23.                | 8.                 |

### Teljes TCR nemzetközi sorozat eredménylistája
|  |  |  |  |  |  | Ki | 11 |  |  |  |  | 8 | Ki |  |  |  |  |  |  |

### Teljes TCR Európa-kupa eredménysorozata
|  |  | 31 | 2 |  |  |  |  |  |  |  |  |  |  |

### TCR Spa 500 autóverseny
| Év   | Csapat                           | Csapattárs                                       | Autó           | Kategória | Kör | Összetett Helyezés | Kategória Helyezés |
| ---- | -------------------------------- | ------------------------------------------------ | -------------- | --------- | --- | ------------------ | ------------------ |
| 2019 | NKPP Racing by Bas Koeten Racing | Gijs Bessem Harry Hilders Christiaan Frankenhout | Cupra León TCR | Pro-Am    | 27  | Kiesett            | Kiesett            |